# 任萬里
任萬里（1506年—？年），字圖南，山東萊州府掖縣人，軍籍，四月十七日生，行一，治《詩經》，明朝政治人物。

## 生平
由府學生中式嘉靖十三年（1534年）甲午科山東鄉試第七十五名舉人，年三十歲中式嘉靖十四年（1535年）乙未科會試第二百六名，第三甲第一百四十四名進士。授行人，十八年二月選授禮科給事中。事母極孝，稱病致仕

## 家族
曾祖任通；祖任鸞，驛丞；父任漢；母張氏。慈侍下，妻韓氏，弟百里；億里；兆里。